# Comté de Freeborn
Le comté de Freeborn est situé dans l’État du Minnesota, aux États-Unis. Il comptait 30 895 habitants en 2020. Son siège est Albert Lea.

## Geographie
Sa superficie est de 1 872 km2, dont 1 833 km2 de terres et 39 km2 de surfaces aquatiques.

### Lacs
Le comté de Freeborn compte 16 lacs, pour la plupart dans sa partie ouest.
- Albert Lea Lake
- Bear Lake
- Church Lake
- Fountain Lake
- Freeborn Lake
- Geneva Lake
- Goose Lake
- Halls Lake
- Hickory Lake
- Lower Twin Lake
- Pickerel Lake
- School Section Lake
- State Line Lake
- Sugar Lake
- Upper Twin Lake
- White Lake

### Grands axes
| - Interstate 35 - Interstate 90 - U.S. Highway 65 - U.S. Highway 69 | - Minnesota State Highway 13 - Minnesota State Highway 109 - Minnesota State Highway 251 |

## Localités
| Villes | Agglomérations | Agglomérations |
| --- | --- | --- |
| - Albert Lea - Alden - Clarks Grove - Conger - Emmons - Freeborn - Geneva - Glennville - Hartland - Hayward - Hollandale - Manchester - Myrtle - Twin Lakes | - Albert Lea Township - Alden Township - Bancroft Township - Bath Township - Carlston Township - Freeborn Township - Freeman Township - Geneva Township - Gordonsville - Hartland Township - Hayward Township | - London Township - Manchester Township - Mansfield Township - Moscow Township - Newry Township - Nunda Township - Oakland Township - Pickerel Lake Township - Riceland Township - Shell Rock Township |